# Thomas Hélye
Thomas Hélye, né à Biville (France) entre 1180 et 1187 et mort à Vauville le 19 octobre 1257, est un prêtre et missionnaire, béatifié par le pape Pie IX le 14 juillet 1859. 

## Biographie
Thomas Hélye serait né entre 1180 et 1187 au hameau Gardin en la paroisse de Saint-Pierre de Biville (Manche, canton de Beaumont-Hague). Les parents de Thomas, Hélye et Mathilde, sont de condition modeste. 
Après avoir étudié chez les moines bénédictins des prieurés de Vauville et d’Héauville et chez les chanoines augustins de l’abbaye Notre-Dame du Vœu, il devint maître des écoles (écolâtre) de Cherbourg vers 1206. Il se fait remarquer par ses talents de pédagogue et il est promu régent des écoles. À la suite d’une forte fièvre qui le conduit aux portes de la mort, il connaît une véritable conversion. Se retirant chez son frère Guillaume, au hameau Gardin en sa paroisse natale de Biville, il y mène une vie de pénitence. Hirsute, le vêtement négligé, il s’y livre au jeûne et à la mortification.
Ayant appris sa conduite, l’évêque de Coutances – Hugues de Morville, – le fait appeler vers 1226 et l’incite à soigner sa tenue. Avant qu’il soit appelé au sacerdoce, Thomas Hélye accomplit les pèlerinages de Rome et de Saint-Jacques-de-Compostelle et étudie pendant quatre années la théologie à Paris. Il y fréquente Eudes de Châteauroux, chancelier de l'Université, et le dominicain Hugues de Saint-Cher, son professeur et confesseur, l’un et l’autre futurs cardinaux, qui témoigneront de sa piété. Lorsqu’il est, vers 1235, ordonné prêtre par l'évêque de Morville, ou peut-être plutôt par Jean d’Essey archidiacre, les évêques de Coutances et d’Avranches lui confient un ministère missionnaire de prédicateur itinérant. En vingt-deux années, il parcourt, dit-on, toutes les paroisses de ces deux diocèses. Il y est accueilli avec ferveur par la foule aux cris de «Voici l'homme de bien ! Voici l'homme de Dieu !»
À la fin de sa vie, affaibli par ses privations, Thomas Hélye se retire au manoir de son ami Gauvain, seigneur de Vauville. Il y meurt le 19 octobre 1257. Le lendemain, son corps est porté en sa paroisse natale et voisine de Biville au milieu d'un grand concours de peuple. Son tombeau de marbre, reconstruit en 1910, se trouve dans le chœur de l'église où il est honoré par de nombreux pèlerins, spécialement lors des fêtes annuelles du 19 octobre.

## Vénération et souvenir
- Canonisé par la vox populi dès après sa mort, Thomas Hélye, à l'intercession duquel sont attribués de nombreux miracles de guérison, est officiellement béatifié par le pape Pie IX le 14 juillet 1859. Le chartiste Léopold Delisle, originaire de Valognes, prend une part décisive dans l'élaboration du dossier alors soumis au Saint-Siège.
- À Biville, l'ancienne cure est devenu Centre d'accueil Thomas-Hélye de Biville.
- À Cherbourg, le lycée catholique est baptisé lycée Thomas Hélye.
- Dans la Hague, la nouvelle paroisse qui regroupe plusieurs communes dont celles de ses lieux de naissance et décès porte son nom : paroisse Bienheureux Thomas Hélye de la Hague du doyenné de Cherbourg-Hague[4].